# Ryszard Pankiewicz
Ryszard Pankiewicz − historyk, twórca serwisu internetowego Pomoerium. Zajmuje się także historią Dębowca oraz rodziny Pankiewiczów.

## Książki
- Fluctuations de valeur des métaux monétaires dans l'Antiquité romaine, 1989, ISBN 3-631-40842-0